# Sabinillo
Sabinillo (latino: Sabinillus; fl. 266) è stato un politico romano di età imperiale.

## Biografia
Senatore, nel 266 ricoprì la carica di console assieme all'imperatore Gallieno.
Secondo quanto raccontato da Porfirio, Sabinillo era uno dei patroni di Plotino, assieme a Castrizio Firmo, Marcello Oronzio e Rogaziano (forse Gaio Giulio Volusenna Rogaziano, proconsole d'Africa nel 254). Fu forse attraverso la frequentazione di Plotino che Sabinillo conobbe l'imperatore e sua moglie Salonina.